# Coventina
Coventina va ser una deessa romano-britànica de les fonts i dels pous. És coneguda per les múltiples inscripcions trobades al voltant d'una deu propera a Carrawburgh al Mur d'Adrià, dins del comtat anglès de Northumberland. A l'excavació del jaciment de Carrawburgh s'han trobat diversos altars de pedra amb inscripcions dedicades a Coventina i representacions de la deessa amb la típica forma de nimfa romana - reclinada, parcialment vestida i associada a l'aigua.
El jaciment de Coventina està format per una bassa murada que era un lloc de culte, freqüentat per fidels practicants de ritus propiciatoris, especialment per invocar la fertilitat i un part segur. El lloc ha estat excavat des de l'any 1876 per arqueòlegs britànics; la datació del mur és encara incerta però les hipòtesis formulades per experts el datarien a una època posterior propera a la construcció del Mur d´Adrià, cap a l'any 128.
Les monedes trobades i les pedres que cobrien el pou i l'obstruïen el pou suggereixen un final força abrupte cap a l'any 388, potser a causa d'esdeveniments vinculats als edictesc ontra els pagans de Teodosi I.